# Przełęcz u Trzech Granic
Przełęcz u Trzech Granic – przełęcz w Górach Bialskich na wysokości 1111 m n.p.m. pomiędzy szczytami Smrka (1125 m n.p.m.) po czeskiej stronie i Bruska (1124 m n.p.m.).
Przełęcz ta jest miejscem styku historycznych granic trzech krain: Śląska, Moraw i ziemi kłodzkiej, stąd jej nazwa.